# Erastria madecassaria
Erastria madecassaria là một loài bướm đêm trong họ Geometridae.